# 澳門特別行政區第三屆政府行政長官選舉委員會
澳門特別行政區第三屆政府行政長官選舉委員會（簡稱選委會）於2014年由澳門特別行政區選舉委員會籌組而成，是負責選出澳門特別行政區第四屆行政長官的組織。選委會共有200名推選委員，由以下四個界別所組成：
1. 工商、金融界
2. 文化、教育、專業、體育界
3. 勞工、社會服務、宗教等界
4. 立法會議員、澳門地區全國人大、澳門地區全國政協委員的代表

## 行政長官選舉委員會名單 （按姓氏筆劃排序）

### 一、工商、金融界（120人）
山度士　　王世民　　王正偉　　王孝仁　　王國蓉　　王淑梓　　司徒荻林　伍志偉　　朱澤霖　　江美芬

阮建昆　　何玉棠　　何佩芬　　何厚鏜　　何桂鈴　　何富強　　何超瓊　　何嘉倫　　余健楚　　吳在權

吳志誠　　吳皆妍　　吳慧紅　　呂強光　　呂錫柱　　呂聯發　　呂聯選　　呂耀東　　岑展平　　李子豐

李　玉　　李汝榮　　李志強　　李佳鳴　　李勇輝　　李集招　　李漢基　　邱金海　　冼志耀　　周紹湘

林中賢　　林偉濠　　姚思源　　姚健池　　施利亞　　柯海帆　　胡順謙　　凌世威　　徐偉坤　　徐達明

莫家棟　　袁松山　　陳少雄　　陳志杰　　陳杰恆　　陳炳華　　陳振豪　　陳榮林　　陳曉平　　陳澤武

陸永根　　陸惠德　　马有礼　　馬志毅　　馬建章　　區宗傑　　區榮智　　崔煜林　　張明星　　張健中

張樂田　　梁蔭冲　　梁樹森　　許文曲　　許文帛　　許樂敏　　許禮堅　　黃仁民　　黃永謙　　黃玉詩

黃志成　　黃健中　　黃華強　　黃國勝　　黃義滿　　黃樹森　　勞灼榮　　曾旭明　　曾志龍　　葉兆佳

葉兆昌　　葉紹文　　葉榮發　　覃培基　　馮志強　　馮健富　　甄李睿恆　蔡　堅　　鄧君明　　鄧炳添

鄧健威　　鄭永輝　　劉雅防　　盧建春　　盧德華　　蕭婉儀　　蕭順軒　　蕭綺明　　霍麗斯　　鮑志明

謝思訓　　鍾小健　　簡焯坤　　羅加鴻　　羅掌權　　蘇中興　　蘇海輝　　蘇樹輝　　譚百業　　關偉霖

### 二、文化、教育、專業、體育界

#### 文化界（26人）
余建棟　　余榮讓　　李自松　　李觀鼎　　林　昶　　郭敬文　　陳雨潤　　陳振華　　崔志濤　　張淑霞

梁晚年　　梁智生　　許健華　　黃永曦　　黃宇光　　溫能漢　　廖子馨　　鄧錦嫦　　鄭秀明　　黎勝鍈

蕭彼德　　霍志釗　　謝碩文　　羅崇雯　　羅盛宗　　蘇榮安 

#### 教育界（29人）
尹一橋　　王國英　　朱振榮　　朱錦鳳　　江　毅　　阮宇華　　阮美芬　　何少金　　吳碧珊　　李明基

李柏輝　　李寶田　　林玉鳳　　施綺蓮　　陳志君　　陳俊拔　　高錦輝　　區金蓉　　梁少培　　梁官漢

黃麗卿　　鄭杰釗　　鄭洪光　　歐宇雄　　黎世祺　　鄺應華　　嚴肇基　　蘇映璇　　蘇映璇　　關笑紅

#### 專業界（43人）
尤淑瑞　　尤勝當　　王勁秋　　王國強　　司徒民義　田潔冰　　白琪文　　朱月霞　　何美華　　何偉添

何舜發　　李桂馨　　汪長南　　沈振耀　　邱庭彪　　官世海　　林燕妮　　施綺華　　柳智毅　　胡祖杰

胡錦漢　　徐德明　　莫志偉　　華年達　　郭潮輝　　馬若龍　　崔世昌　　張麗瑪　　梁金泉　　許輝年

黃如楷　　黃昇雄　　黃浩彪　　黃偉麟　　馮家超　　楊道匡　　鄭堅立　　戴明揚　　戴華浩　　韓佩詩

韓　電　　關樹權　　龔樹根

#### 體育界（17人）
李文欽　　施仲舒　　胡松輝　　郭寶泉　　陳永傑　　陳均輝　　馬有恆　　馬嘉美　　菲能地　　曾展南

賈　瑞　　鄭國恆　　盧景昭　　賴百齡　　鍾國榮　　鍾漢權　　韓　靜

### 三、勞工、社會服務、宗教界

#### 勞工界（59人）
方永強　　方健坤　　布小玲　　江銳輝　　江曉瑜　　阮愛武　　阮毓明　　何桂興　　李振宇　　李偉斌

李從正　　李婺芳　　李寶來　　邱顯哲　　周華建　　姍桃絲　　林倫偉　　柯清煌　　胡寶蓮　　唐志堅

唐堅燊　　莫錦培　　郭良順　　陳志明　　陳銳洸　　張文寬　　張國然　　梁　全　　梁冠峰　　梁奕華

梁孫旭　　梁偉峰　　梁婉怡　　梁普宇　　黃　進　　黃寶儀　　曾華雅　　湯澤森　　馮家輝　　馮國康

溫　泉　　蔡文蘭　　蔡錦富　　趙步雲　　鄧鳳珍　　鄧錦富　　鄧錦燦　　鄭仲錫　　鄭康樂　　劉焯華

劉潤輝　　潘漢榮　　談寶容　　盧瑞儀　　盧觀平　　蕭紹雯　　戴黃桂玲　羅華杰　　蘇偉良

#### 社會服務界（50人）
江超育　　阮若華　　何仲傳　　何國明　　吳士芳　　吳小麗　　吳秀琼　　吳培娟　　岑玉霞　　李天賞

李少群　　李卓君　　李萊德　　周宜心　　周惠儀　　招銀英　　林婉妹　　林綺濤　　姚汝祥　　姚繼光

胡景光　　飛安達　　飛迪華　　莫偉成　　袁小菱　　陳建英　　陳健英　　陸南德　　張金善　　張　捷

曹國希　　梁慶庭　　梁慶球　　黃共流　　黃祖添　　黃瓊成　　曾德岱　　馮金水　　楊浩然　　劉金玲

劉雪雯　　歐家輝　　歐潤榮　　潘志明　　黎振強　　盧偉石　　謝美玲　　謝路生　　羅德明　　關榮丰

#### 宗教界——天主教
孔智剛　　劉炎新

#### 宗教界——佛教
何偉強　　釋健釗 

#### 宗教界——基督教
藍中港

#### 宗教界——道教
吳炳鋕

### 四、立法會議員、澳門地區全國人大、澳門地區全國政協委員的代表

#### 立法會議員（22人）
何潤生　　宋碧琪　　李靜儀　　林香生　　施家倫　　唐曉晴　　陳亦立　　陳明金　　陳美儀　　陳　虹

高天賜　　張立群　　梁安琪　　麥瑞權　　黃潔貞　　黃顯輝　　鄭安庭　　鄭志強　　劉永誠　　歐安利

蕭志偉　　關翠杏

#### 澳門地區全國人大代表（12人）
何雪卿　　李沛霖　　林笑雲　　姚鴻明　　容永恩　　陸　波　　高開賢　　崔世平　　梁玉華　　梁維特

賀一誠　　劉藝良

#### 澳門地區全國政協委員的代表
尤端陽　　王彬成　　何厚鏵　　吳立勝　　周錦輝　　林金城　　柯為湘　　陳錦鳴　　曹其真　　梁　華

許健康　　賀定一　　楊俊文　　廖澤雲　　蕭德雄　　顏延齡